# Irkutsk
Irkutsk (russisch Ирку́тск) ist die Hauptstadt der russischen Oblast Irkutsk am Abfluss des Baikalsees, der Angara. Sie ist eine Universitätsstadt mit 587.891 Einwohnern (Stand 14. Oktober 2010) und liegt an der Transsibirischen Eisenbahn.

## Geographie
Irkutsk liegt etwa 70 km vom südwestlichen Ende des Baikalsees entfernt. Östlich der Stadt erstrecken sich südwestliche Ausläufer des Baikalgebirges und südwestlich erheben sich Ausläufer des Ostsajan. Am Südostrand der Stadt wird die Angara zum Irkutsker Stausee aufgestaut, unterhalb seines Staudamms – aber noch im Irkutsker Stadtgebiet – mündet der von Südwesten kommende Irkut ein.

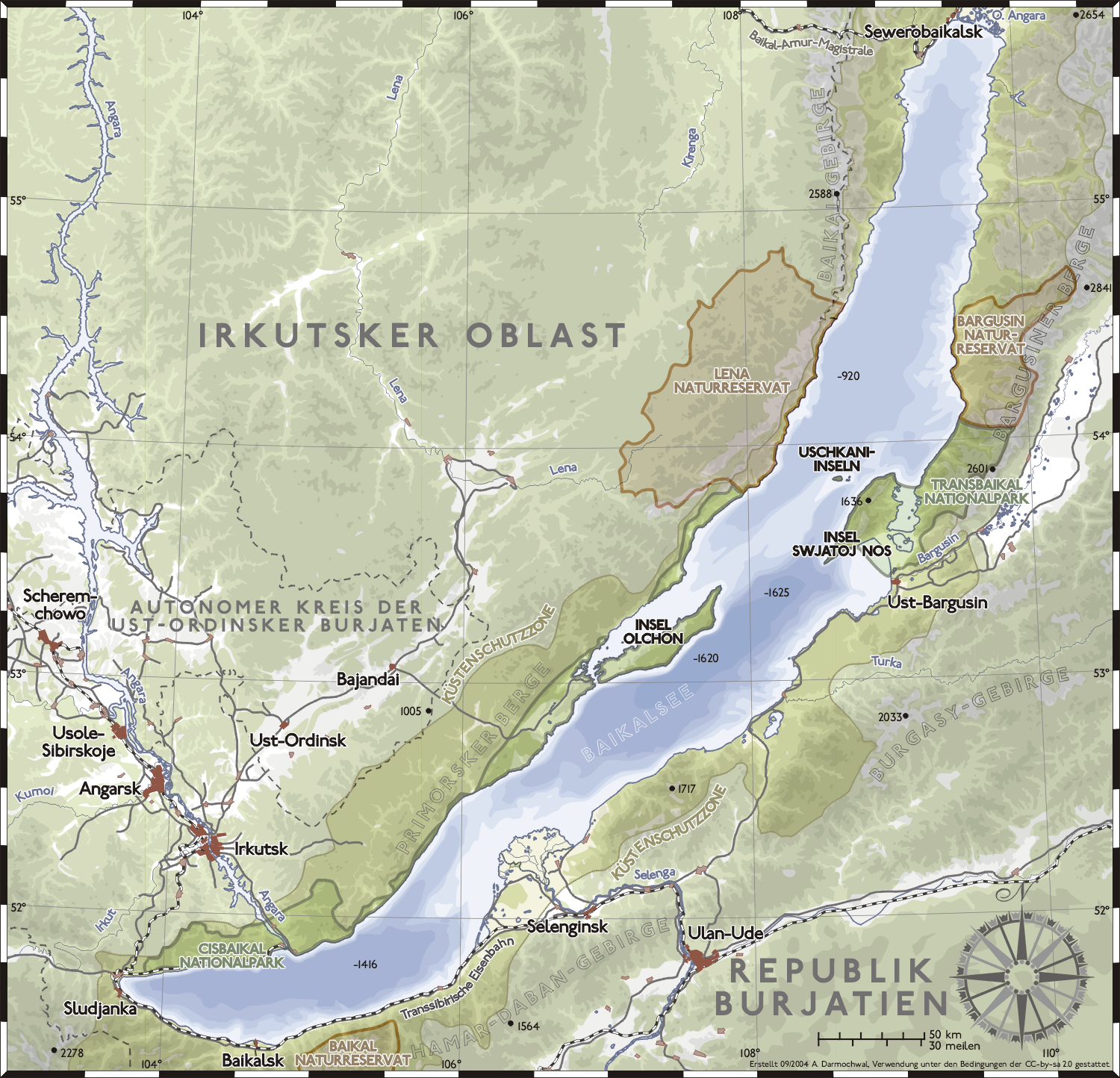
Karte des Baikalgebietes
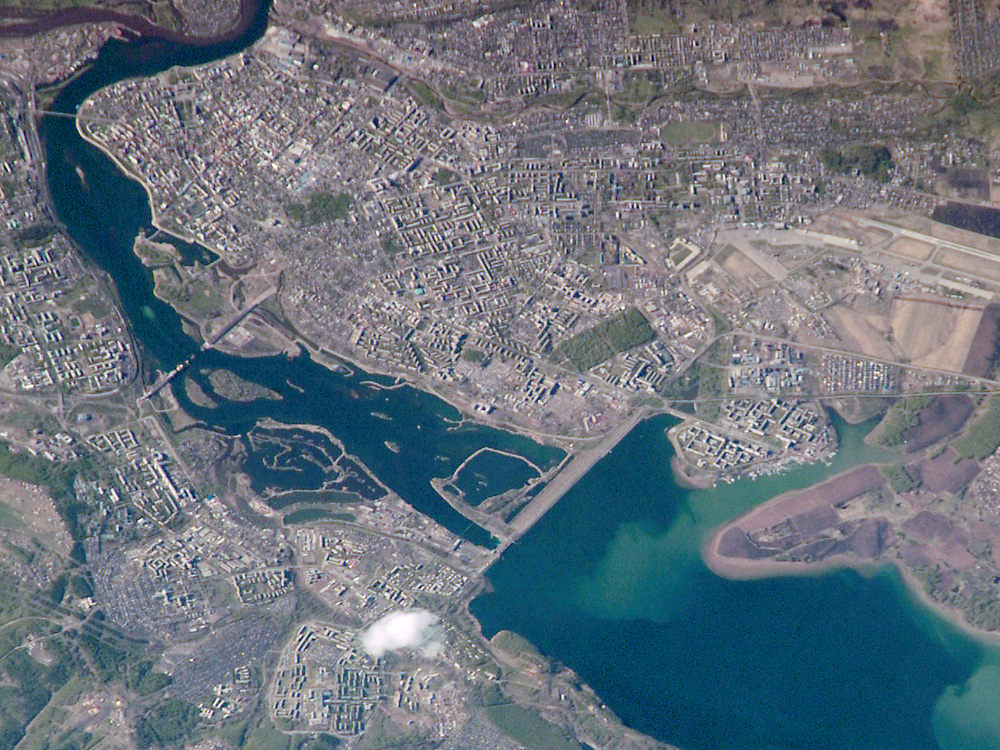
Satellitenaufnahme von Irkutsk

## Klima
In Irkutsk herrscht hochkontinentales subarktisches Klima (Klimazone Dfc) mit starken Jahresschwankungen. Charakteristisch für Irkutsk sind sehr kalte Winter und warme Sommermonate.
|                       | Jan   | Feb   | Mär   | Apr  | Mai  | Jun  | Jul  | Aug  | Sep  | Okt  | Nov   | Dez   |   |      |
| Mittl. Tagesmax. (°C) | −14,3 | −10,6 | −0,1  | 8,0  | 16,9 | 22,8 | 24,7 | 22,1 | 15,7 | 7,5  | −2,9  | −11,1 | ⌀ | 6,6  |
| Mittl. Tagesmin. (°C) | −24,3 | −22,8 | −14,8 | −5,3 | 1,9  | 7,6  | 11,0 | 9,1  | 2,7  | −4,4 | −13,7 | −21,2 | ⌀ | −6,1 |
|                       |       |       |       |      |      |      |      |      |      |      |       |       |   |      |
| Niederschlag (mm)     | 12    | 9     | 13    | 19   | 33   | 62   | 120  | 83   | 50   | 30   | 18    | 19    | Σ | 468  |
|                       |       |       |       |      |      |      |      |      |      |      |       |       |   |      |
| Sonnenstunden (h/d)   | 3,0   | 4,9   | 6,7   | 7,4  | 8,6  | 8,8  | 7,8  | 7,0  | 6,1  | 4,9  | 3,1   | 2,0   | ⌀ | 5,9  |
|                       |       |       |       |      |      |      |      |      |      |      |       |       |   |      |
| Regentage (d)         | 4     | 3     | 3     | 5    | 7    | 8    | 11   | 10   | 8    | 6    | 6     | 5     | Σ | 76   |
|                       |       |       |       |      |      |      |      |      |      |      |       |       |   |      |
| Luftfeuchtigkeit (%)  | 84    | 79    | 72    | 64   | 58   | 67   | 78   | 80   | 78   | 76   | 82    | 86    | ⌀ | 75,3 |

| −24,3 |

| −22,8 |

| −14,8 |

| −5,3 |

| 1,9 |

| 7,6 |

| 11,0 |

| 9,1 |

| 2,7 |

| −4,4 |

| −13,7 |

| −21,2 |

| −24,3 |

| −22,8 |

| −14,8 |

| −5,3 |

| 1,9 |

| 7,6 |

| 11,0 |

| 9,1 |

| 2,7 |

| −4,4 |

| −13,7 |

| −21,2 |

## Geschichte

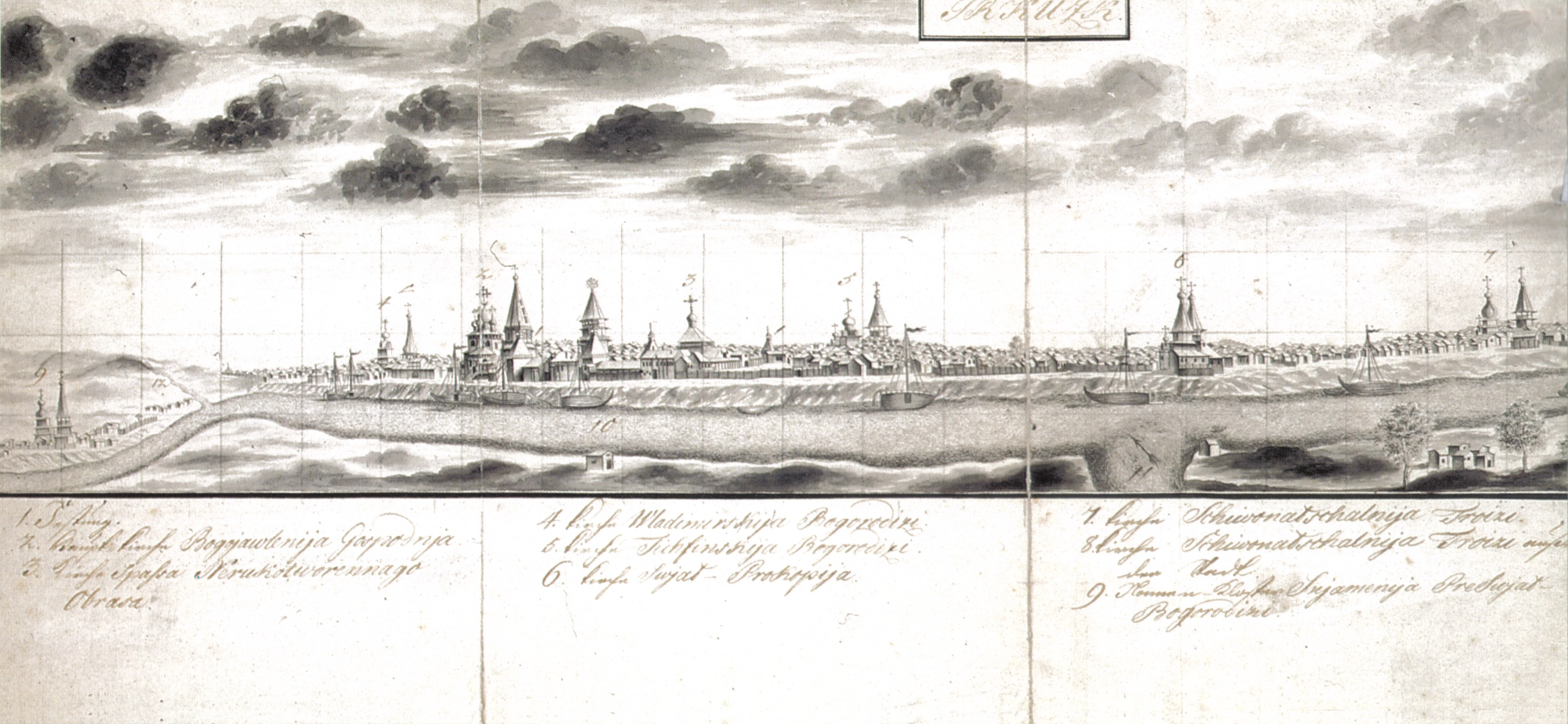
Irkutsk 1735

Irkutsk entstand aus einem Kosakenfort (Ostrog), das 1661 vom Kosakenführer Jakow Pochabow am Ufer des Flusses Angara angelegt wurde. 1686 bekam Irkutsk das Stadtrecht. Erst gegen 1760 wurde der Sibirische Trakt, die erste Straßenverbindung zwischen Moskau und Irkutsk, fertiggestellt, und die Stadt entwickelte sich zum Dreh- und Angelpunkt für den Handel mit den Schätzen Sibiriens und den Importen aus dem Kaiserreich China: Pelze, Diamanten, Gold, Seide, Tee, Holz. Mit dem Handelsaufschwung entwickelte sich die Stadt auch zu einem bemerkenswerten Zentrum für Wissenschaft und Kultur – nicht zuletzt dank der großen Zahl von politisch Verbannten. Die Stadt war Ausgangspunkt der ersten beiden Expeditionen von Vitus Bering 1728.

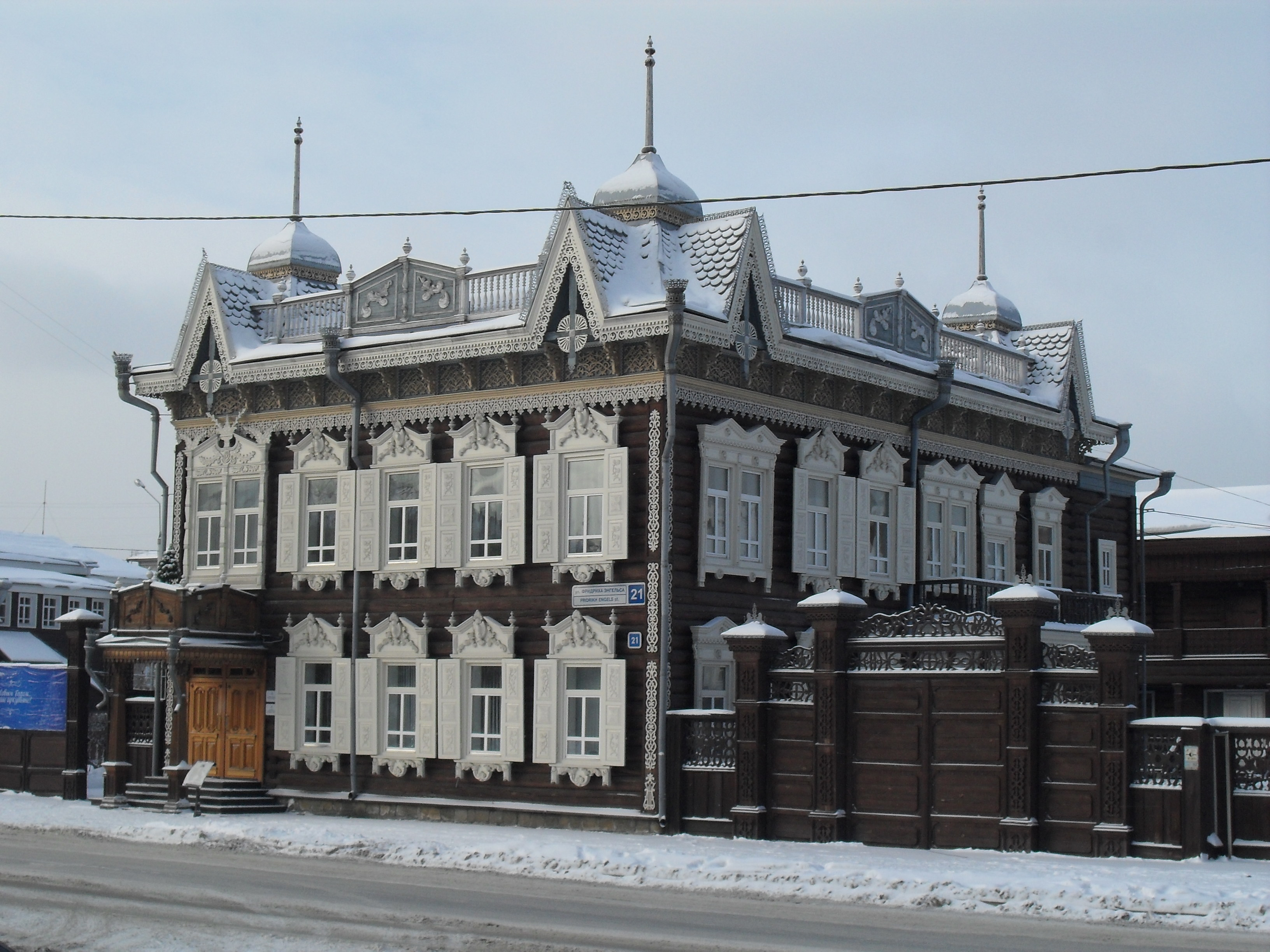
Das Holzhaus eines Dekabristen

Nach der administrativen Neuordnung Sibiriens 1822 wurde Irkutsk Sitz sowohl eines Generalgouverneurs als auch eines lokalen Gouverneurs.
Im Jahr 1879 zerstörte ein Brand drei Viertel von Irkutsk, 4000 Häuser. Danach entstanden dort erste Ziegel- und Steinbauten, ein Theater (1894–97 erbaut), ein Bahnhof (16. August 1898 erster Zug); auch der Anschluss an die Elektrizitätsversorgung (1896 elektrische Straßenlaternen) und das Telefonnetz folgte. Die Straßen waren zu der Zeit noch ungepflastert und das Abwasser floss in offenen Gräben dahin. Trotzdem war die Stadt um 1900 das „Paris Sibiriens“.
Am 14. Januar 1920 stellte der Oberbefehlshaber der alliierten Interventionstruppen in Sibirien, Maurice Janin, den russischen Admiral und militärischen Führer der Weißen Armee, Alexander Koltschak, unter den „alliierten Schutz“ der Tschechoslowakischen Legionen. Die Legionen brachten ihn nach Irkutsk, wo der Stadtrat der Sozialrevolutionäre den Durchzug erlauben wollte, falls man Koltschak auslieferte. Janin, der sich bereits in Wladiwostok aufhielt, genehmigte das. Der Stadtrat wurde kurz darauf von den Bolschewiki übernommen, die Koltschak am 7. Februar 1920 standrechtlich exekutierten und seinen Leichnam in einem Eisloch in der Angara versenkten.
In der sowjetischen Periode wurde die Erschließung und Industrialisierung Sibiriens verstärkt vorangetrieben. Bei Irkutsk wurde in den 1950er Jahren der Irkutsker Stausee für den Betrieb eines Wasserkraftwerks als bedeutendes Element der planmäßigen Entwicklung der Angara-Jenissei-Region angelegt.
Nach der Auflösung des Gouvernements im Jahre 1926 war Irkutsk zunächst bis 1930 Hauptstadt eines Okrug innerhalb des Krai Sibirien, 1930 bis 1936 Hauptstadt des Krai Ostsibirien und 1936/37 der Oblast Ostsibirien. 1937 wurde die bis heute bestehende Oblast Irkutsk gebildet.
Ihre Bedeutung als politisches und wirtschaftliches Zentrum Sibiriens verlor die Stadt im Verlauf des 20. Jahrhunderts an Nowosibirsk. Jedoch ist Irkutsk bis heute mit seiner Anzahl verschiedener Theater und angesehener Museen eines der wichtigsten kulturellen Zentren Sibiriens. Irkutsk zählt zu den relativ wenigen Städten Sibiriens, in denen die bis zum Beginn des 20. Jahrhunderts erbauten Kaufmannsbauten, aber auch Beispiele reizvoller sibirischer Holzarchitektur im Stadtzentrum flächendeckend erhalten sind. Im Gegensatz zu Städten wie Nowosibirsk oder Ulan-Ude besitzt Irkutsk insbesondere im Zentrum den Charakter einer natürlich gewachsenen Stadt mit teils verwinkelten Straßen, in denen der sowjetische Plattenbaustil kaum Spuren hinterlassen hat. Es gibt aber auch großzügig angelegte Plätze und Parks.
Nach der Stadt ist der Asteroid des mittleren Hauptgürtels (3224) Irkutsk benannt; die Benennung wurde anlässlich des 300-jährigen Bestehens der Stadt vorgenommen.

### Bevölkerungsentwicklung
| Jahr | Einwohner Anm. |
| ---- | -------------- |
| 1897 | 051.473        |
| 1939 | 250.181        |
| 1959 | 365.893        |
| 1970 | 450.941        |
| 1979 | 549.787        |
| 1989 | 626.135        |
| 2002 | 593.604        |
| 2010 | 587.891        |
| 2020 | 623.562        |

## Kultur

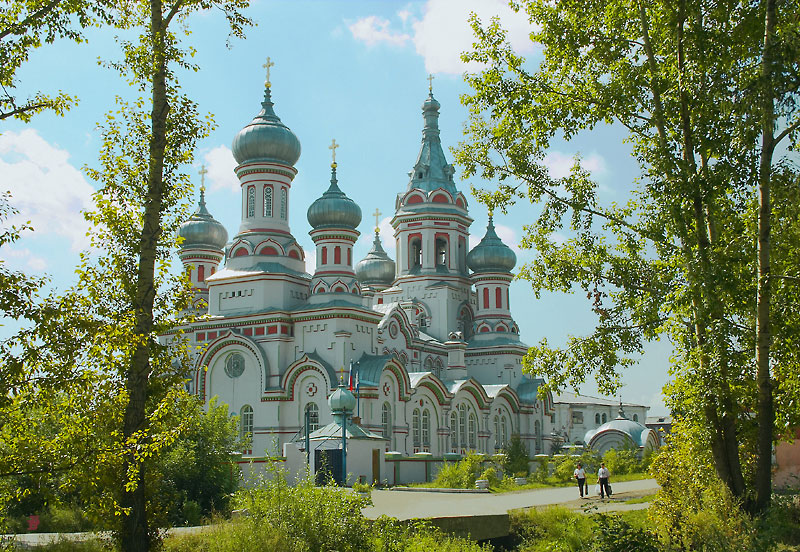
Kloster des Heiligen Wladimir

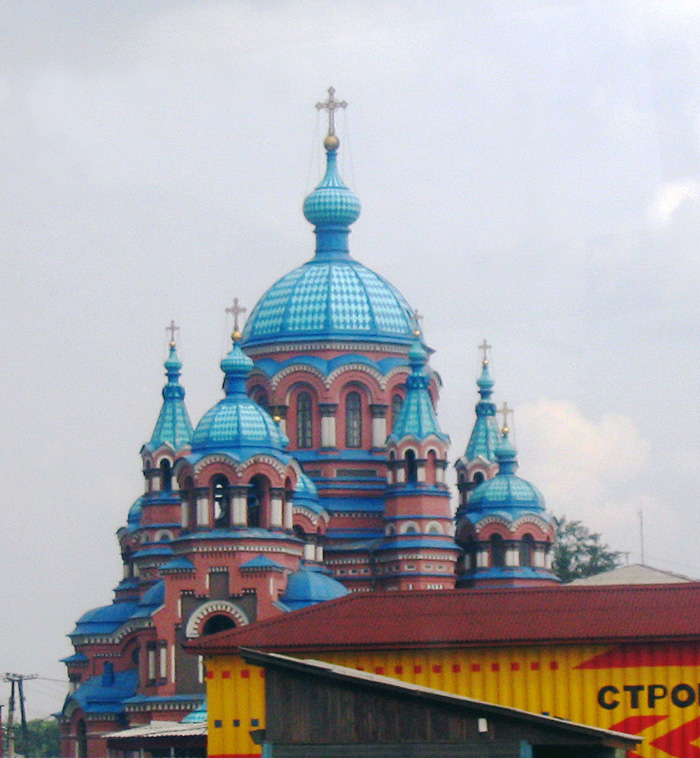
Kirche der Gottesmutter von Kasan, erbaut von Innokenti Michailowitsch Sibirjakow

### Sehenswürdigkeiten

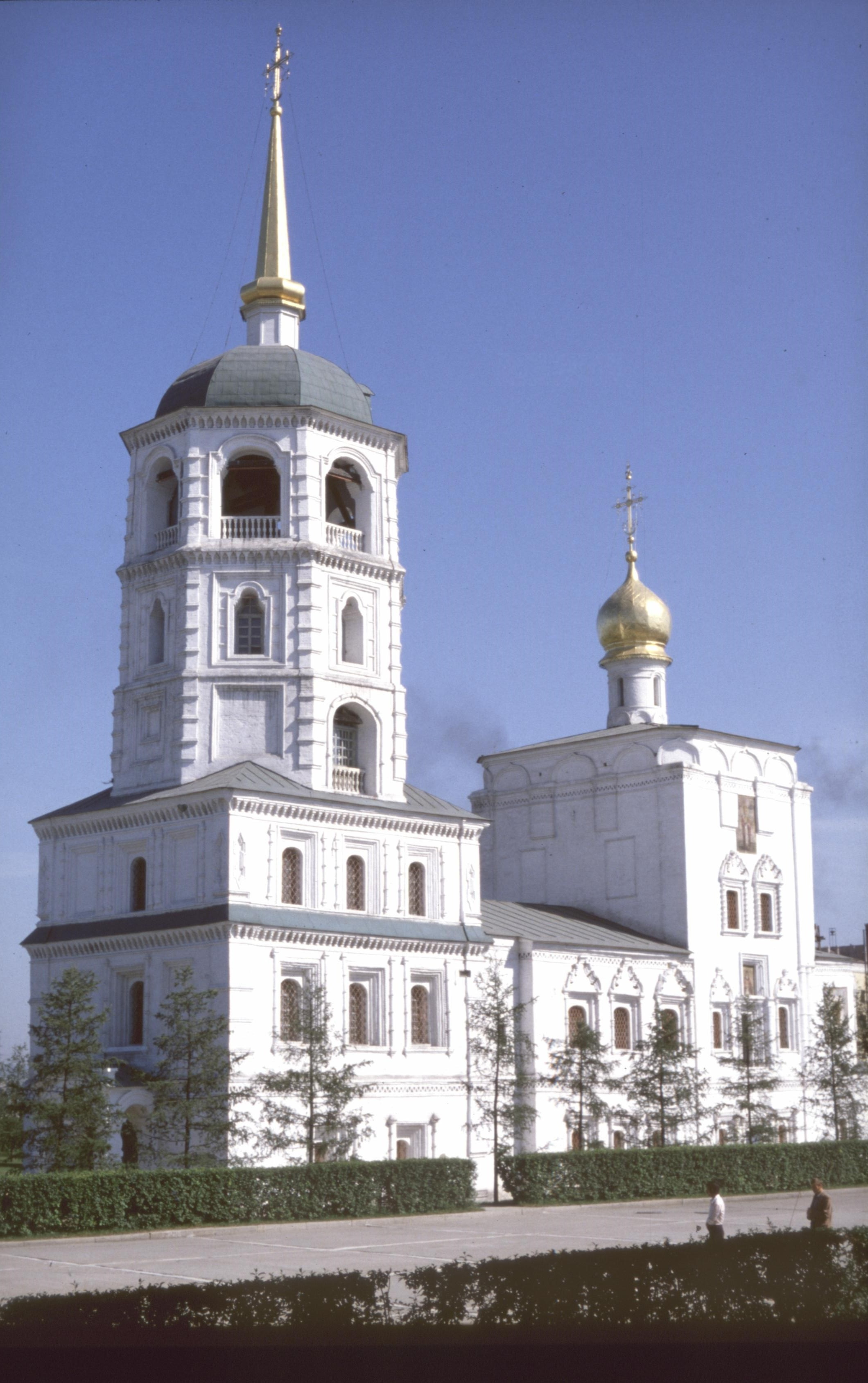
Erlöserkirche (1981)

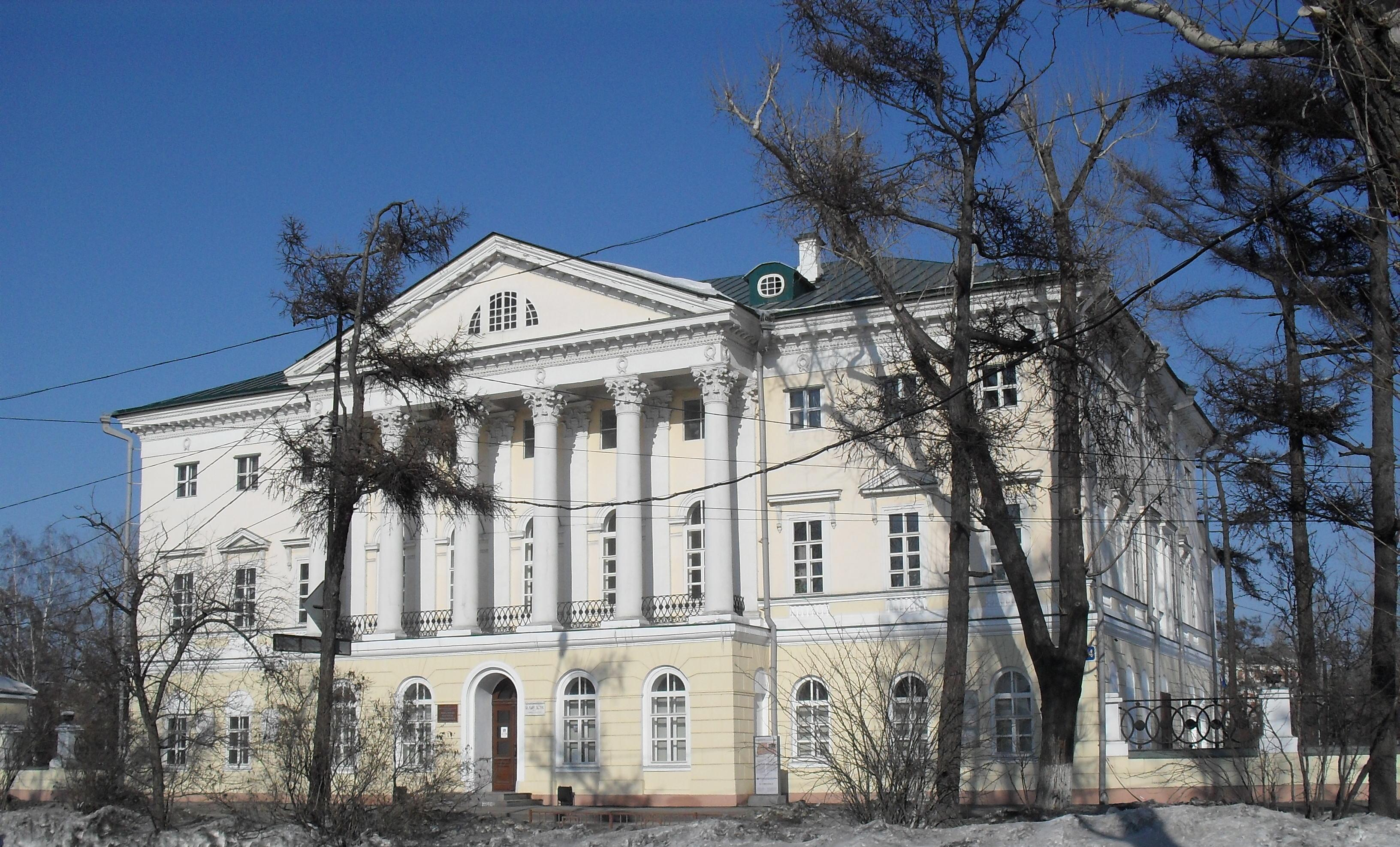
Weißes Haus von Irkutsk

Das Irkutsker Kloster zu Maria Erscheinung wurde 1683 gegründet. Innerhalb der Kircheneinfriedung wurden solche Persönlichkeiten wie die Dekabristen Pjotr Muchanow, Nikolai Panow, Wladimir Bestschasnow bestattet. Neben dem Grab von Bestschasnow befindet sich das Grabmal von Jekaterina Trubezkaja mit ihren 3 Söhnen – Fürstin und Gattin eines der Begründer und Leiter des geheimen Nordbunds der Dekabristen Sergej Trubezkoi. Sie war die erste Ehefrau, die auf eigenen Wunsch ihrem zur Zwangsarbeit verurteilten Mann nach Sibirien folgte. Hier liegt auch das Grab von Grigori Schelechow, einem der Begründer der Vorgesellschaften der Russisch-Amerikanischen Kompagnie. Er war Kaufmann, Reisender, Forscher und Seefahrer und errichtete die erste permanente russische Siedlung in Alaska.
Die Erlöser-Kirche von 1723 ist das älteste Baudenkmal in der Kirchenarchitektur von Irkutsk. Die Kathedrale zu Christi Erscheinen wurde 1723 gebaut. Die katholische Polnische Kirche beherbergt einen Orgelsaal. Sie steht an der Stelle, wo der Irkutsker Ostrog gegründet wurde. Die Gedenkstätte zu Ehren des Siegs des Sowjetvolks im Großen Vaterländischen Krieg 1941–1945 befindet sich ebenfalls hier.
Das Heimatmuseum wurde im Jahre 1782 gegründet. Die Seitenfassade ist im maurischen Stil erbaut. Die Kuppel diente als erstes sibirisches Observatorium. Das Museum verfügt über mehr als 350.000 Exponate. Die Sammlung ist der Darstellung des Lebens in Sibirien gewidmet. Im Museumfundus befinden sich Waffen und Werkzeuge des Urmenschen, eine große Mineraliensammlung, einmalige Herbarien, Vogelbälge und andere Tierbälge, alte handgeschriebene Bücher, Berichte geographischer und geologischer Expeditionen, Kleidungsstücke aus vergangenen Jahrhunderten sowie Erzeugnisse des Kunsthandwerks.
1804 wurde der Sibirjakow-Palast als Herrenhaus der Irkutsker Kaufmannsfamilie Sibirjakow fertiggestellt. Es beherbergt heute Teile der Staatlichen Universität Irkutsk.
Etwas außerhalb von Irkutsk auf halbem Weg zum Weltnaturerbegebiet Baikalsee befindet sich das große Freilichtmuseum Talzy.
Das Kunstmuseum wurde 1870 ursprünglich als eine Privatsammlung gegründet. Es bietet etwa 14.000 Kunstwerke: Gemälde, Skulpturen, Mosaike, Ikonen der Nowgoroder und Sibirischen Schulen aus dem 16. bis 17. Jahrhundert, daneben Werke der russischen Kunst und auch über Gemälde westeuropäischer Maler des 16. bis 19. Jahrhunderts.

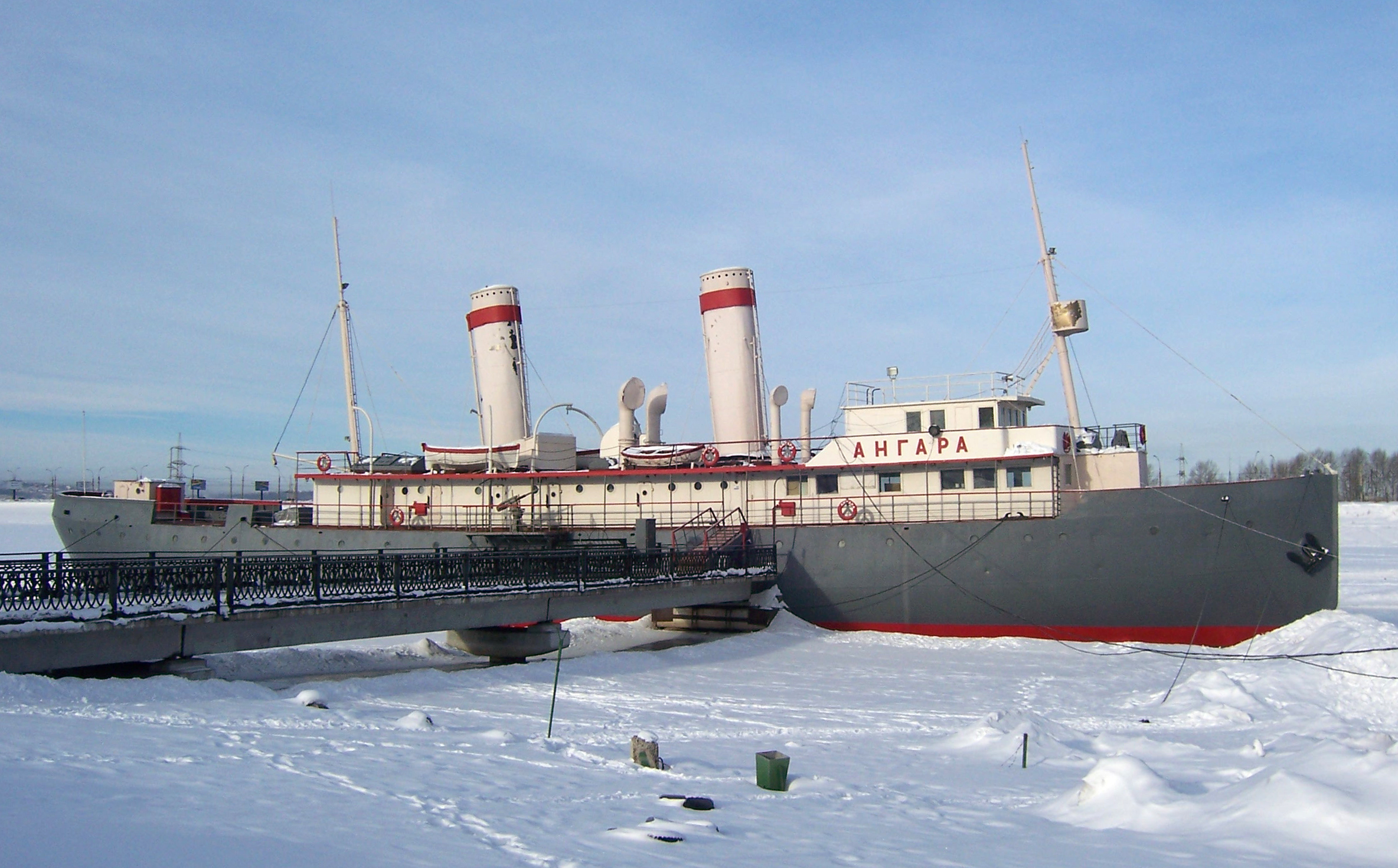
Museumsschiff Angara

Irkutsk beherbergt ein allgemein anerkanntes Dekabristenmuseum im ehemaligen Haus eines der Führer der Dekabristen, Sergei Trubezkoi. Die Häuser, in denen die Familien der Adelsrevolutionäre Sergei Trubezkoi und Sergei Wolkonski gewohnt haben, sind heute ebenfalls als Gedenkstätten gestaltet. Die Exposition enthält Gebrauchsgegenstände, die den Dekabristen gehörten, und daneben auch restaurierte Möbel und Musikinstrumente, die typisch für jene Zeit waren.
Im Süden der Stadt liegt am Ufer des Irkutsker Stausees das Museumsschiff Angara.
Im Jahr 2000 wurde die Kathedrale Unbeflecktes Herz Mariä des 1999 errichteten römisch-katholischen Bistums Irkutsk geweiht.

## Wirtschaft

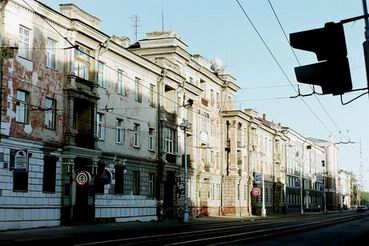
Amur-Straße (ul. Amurskaja) in Irkutsk

In Irkutsk gibt es Industriebetriebe für Eisenhütten-, Schwermaschinen-, Flugzeug-, Schiff- und Kraftfahrzeugbau, Nahrungsmittel-, Leder-, Holz-, chemische und Baustoffindustrie, ein Aluminiumwerk und eine Erdölraffinerie sowie Wasserkraftwerke an der Angara und Wärmekraftwerke.

## Verkehr

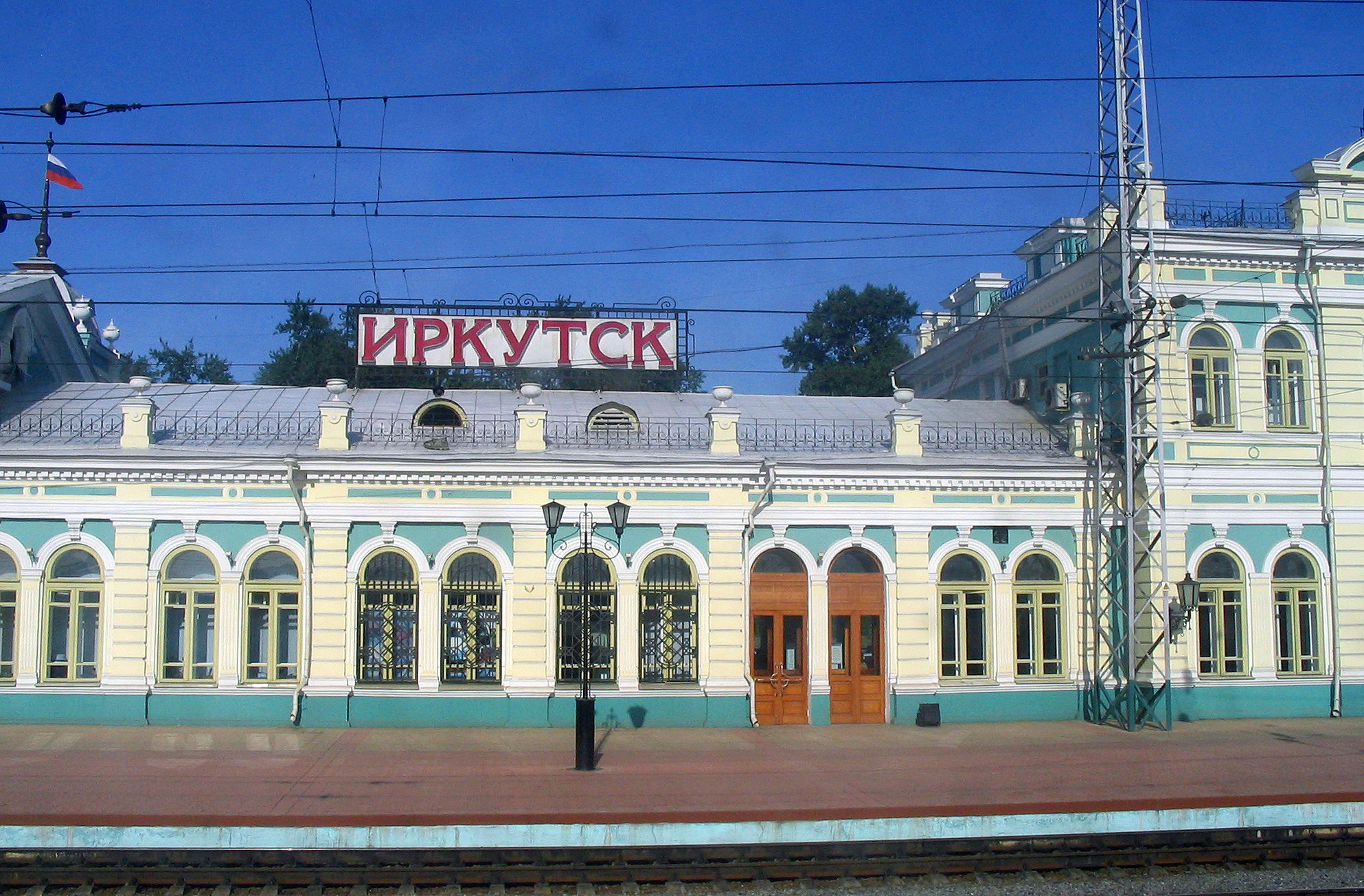
Bahnhof Irkutsk

Irkutsk bildet einen Verkehrsknotenpunkt. Im Sommer 1898 erreichte die Transsibirische Eisenbahn Irkutsk. Reisende und Waggons mussten aber am Baikalsee auf die in Großbritannien gebaute Fähre „Baikal“ umgeladen werden, um das andere Ufer zu erreichen. Im harten Winter 1904 verlegten die Eisenbahner sogar Schienen auf dem gefrorenen See, damit man bis Wladiwostok fahren konnte. 1902 wurde mit dem Bau einer Eisenbahnlinie um den Baikalsee begonnen. Im Herbst 1905 konnte dann die Baikal-Strecke offiziell dem Verkehr übergeben werden, womit eine durchgehende Zugverbindung zwischen dem europäischen Teil des Russischen Kaiserreiches und Wladiwostok an der Pazifikküste bestand. Mit 38 Tunneln, 248 Brücken und Viadukten wurde die gut 260 Kilometer lange Baikalstrecke zum technisch anspruchsvollsten und mit Abstand teuersten Teilstück der Transsibirischen Eisenbahn. Die Baikal-Eisenbahn überstand den russischen Bürgerkrieg, doch Ende der 1950er Jahre versank die alte Strecke von Irkutsk nach Port Baikal in der von einem Wasserkraftwerk aufgestauten Angara. Eine neue Trasse musste durch die Berge ans Südende des Baikalsees verlegt werden. Heute ist die Stadt Verwaltungssitz der Ostsibirischen Regionaldirektion der Russischen Staatsbahn. Die Direktion betreibt nicht nur alle Eisenbahnlinien samt zugehöriger Infrastruktur im Großraum Irkutsk, sondern auch ein über 3900 Kilometer langes Schienennetz.
Vom Flughafen Irkutsk gehen Direktflüge u. a. nach Moskau, Nowosibirsk und Jakutsk. Am 9. Juli 2006 ereignete sich das schwerste Unglück in der Geschichte des Flughafens. Ein Airbus A310 der russischen Fluggesellschaft S7 Airlines kam beim Landeanflug von der Start- und Landebahn ab, durchschlug eine Betonmauer und brannte in einem anliegenden Garagenkomplex vollständig aus. 127 der 201 Passagiere kamen ums Leben. Da dies nicht der erste schwere Flugunfall auf dem Irkutsker Flughafen war, reagierten die Behörden. Wurde anfangs lediglich ein Umbau des bestehenden Airports diskutiert – die Start- und Landebahn sollte um 400 Meter verlängert, der Garagenkomplex abgerissen werden – will das Verkehrsministerium nun zusätzlich einen neuen Flughafen in der Nähe der ostsibirischen Großstadt errichten. Allein die Baukosten werden auf bis zu 1,5 Mrd. USD (1,2 Mrd. Euro) geschätzt. Hinzu kommen noch etwa 250 Mio. USD (200 Mio. Euro) für den Aufbau der Infrastruktur. Während das Verkehrsministerium die Kosten für das Aerodrom (Roll- und Landebahnen, Signalanlagen) selbst übernimmt, sollen die Gebietsverwaltung und mögliche Privatinvestoren den Bau von Terminal und Infrastruktur finanzieren. Der neue Airport wird etwa auf halber Strecke zwischen Irkutsk und Angarsk liegen. Der Flughafen soll zu einem Drehkreuz in der Region ausgebaut werden.
Die Stadt liegt an der transkontinentalen Straßenverbindung von Moskau nach Wladiwostok. Hier endet die russische Fernstraße R255, die die Stadt mit Nowosibirsk verbindet, und beginnt die R258, die über Ulan-Ude nach Tschita führt.
Der ÖPNV der Stadt wird unter anderem durch die Straßenbahn Irkutsk durchgeführt.
Am Ort befindet sich eine Monitoring-Station des SDKM-Systems.

## Bildung
- Staatliche Universität Irkutsk
- Staatliche Linguistische Universität Irkutsk
- Staatliche Medizinische Universität Irkutsk
- Staatliche Pädagogische Universität Irkutsk
- Nationale Technische Forschungsuniversität Irkutsk
- Staatliche Universität für Verkehrswesen Irkutsk
- Staatliche Universität für Wirtschaft und Recht des Baikalgebiets
- Staatliche Landwirtschaftsakademie Irkutsk
- Staatliche Baikal-Universität[4]

## Städtepartnerschaften
Irkutsk unterhält Partnerschaften mit folgenden ausländischen Städten und Regionen:
- Kanazawa, Japan (seit 1967)
- Eugene, Vereinigte Staaten (seit 1988)
- Shenyang, Volksrepublik China (seit 1992)
- Ulaanbaatar, Mongolei (seit 1998)
- Pforzheim, Deutschland (seit 1999)
- Département Haute-Savoie, Frankreich (seit 2001)
- Strömsund, Schweden (seit 2001)
- (ehem.) Provinz Pordenone, Italien (seit 2005)
- Simferopol, Ukraine (seit 2008)
- Gangneung, Südkorea (seit 2009)
- Vilnius, Litauen (seit 2010)
- Karlovarský kraj, Tschechien (seit 2011)
- Częstochowa, Polen (seit 2012)

## Söhne und Töchter der Stadt
Zu den bekanntesten Söhnen und Töchtern der Stadt Irkutsk gehören folgende Persönlichkeiten:
- Jelena Bolsun (* 1983), Sprinterin
- Darja Dmitrijewa (* 1993), rhythmische Sportgymnastin
- Alexei Fedtschenko (1844–1873), Naturwissenschaftler und Forschungsreisender
- Pjotr Gorlow (1839–1915), Geologe und Bergbauingenieur
- Nikolai Kamow (1902–1973), Hubschrauberkonstrukteur
- Dmitri Kondratjew (* 1969), Kosmonaut
- Wladimir Kornilow (1806–1854), Vizeadmiral
- Nina Kraviz (* 1989), Musikproduzentin
- Olga Kurban (* 1987), Siebenkämpferin
- Denis Mazujew (* 1975), Pianist
- Wladimir Peskin (1906–1988), Komponist
- Iwan Petrow (geboren als Hans Krause) (1920–2003), Opernsänger
- Michail Romm (1901–1971), Filmregisseur und Drehbuchautor
- Genija Rykova (* 1986), Schauspielerin und Sängerin
- Anatoli Samozwetow (1932–2014), Hammerwerfer
- Alexander Sibirjakow (1849–1933), Mäzen und Forschungsreisender
- Innokenti Sibirjakow (1860–1901), Mäzen, Gelehrter und Mönch
- Jewgeni Stawer (* 1998), Fußballspieler
- Konstantin Wolkow (* 1960), sowjetischer Stabhochspringer und Politiker
- Nikolai Wtorow (1866–1918), Großindustrieller
- Konstantin Wyrupajew (1930–2012), Ringer (Olympiasieger 1956)

## Sport
Die populärste Sportart in Irkutsk ist Bandy, eine vom Eishockey abgewandelte Sportart, und stellt mit dem Verein HK Baikal-Energija Irkutsk einen der erfolgreichsten Vereine in der nationalen Liga. Irkutsk war Austragungsort der Bandy-Weltmeisterschaft 2014.
Von 1957 bis 2008 existierte in der Stadt der Fußballverein FK Swesda Irkutsk. Als sein Nachfolger fungierte der kurzlebige FK Baikal Irkutsk, der im Lokomotive-Stadion seine Heimspiele austrug und eine Saison zweitklassig spielte. Nach dem Abstieg aus dem russischen Unterhaus 2016 löste sich der Verein auf. Der 2001 gegründete FK Senit Irkutsk spielt 2019/20 in der dritten russischen Liga.